# Sesshō và Kampaku
Ở Nhật Bản,  Sesshō (摂政 (Nhiếp chính)) là tước hiệu của quan nhiếp chính trợ giúp cho một Thiên hoàng trước tuổi trưởng thành. Kampaku (関白 (Quan bạch)) theo lý thuyết là một cố vấn cao cấp của Thiên hoàng, nhưng bao hàm cả thư ký thứ nhất và nhiếp chính, trợ giúp cho ấu chúa. Trong thời kỳ Heian, họ là người nắm thực quyền ở Nhật Bản. Có rất ít sự khác nhau giữa hai tước vị này, và vài người chỉ thay đổi tước hiệu khi ấu chúa đã đến tuổi trưởng thành, hay Thiên hoàng đã lớn thoái vị hay chết và được thay thế bởi một ấu chúa. Hai tước hiệu này thường được biết đến với tên Sekkan (摂関 (Nhiếp quan)), và gia đình giữ tước hiệu này gọi là Sekkan-ke hay gia đình Sekkan.. Sau thời đại Heian, Mạc phủ nắm giữ quyền lực thì Nhiếp chính quan bạch vẫn tồn tại nhưng chỉ còn là hình thức.
Một kampaku về hưu được gọi là Taikō (太閤 (Thái Cáp)), nhưng thường được dùng để chỉ Toyotomi Hideyoshi. Điều này có lẽ do ông là người nổi bật nhất trong số Nhiếp chính quan bạch.

## Lịch sử
Thuở ban đầu, chỉ có thành viên hoàng gia mới được phong tước Nhiếp chính. Theo sách Kojiki thì Thiên hoàng Ojin được mẹ mình là Thiên hoàng Jingu phụ chính, nhưng không chắc đó có phải là thực tế lịch sử không. Sessho đầu tiên được lịch sử ghi nhận là Thái tử Shotoku, người phụ chính cho nữ Thiên hoàng Suiko.
Gia tộc Fujiwara là những người đầu tiên nắm danh hiệu Nhiếp chính Quan bạch. Chính xác hơn là những tước hiệu này do Fujiwara Hokke và các hậu duệ của ông nắm giữ (gia đình Fujiwara ở phía Bắc), Fujiwara no Yoshifusa là một trong số đó.
Năm 844, Fujiwara no Yoshifusa trở thành Nhiếp chính. Ông là Nhiếp chính đầu tiên không thuộc hoàng gia. Năm 876, Fujiwara no Mototsune, cháu trai và con nuôi của Yoshifusa, được bổ nhiệm vào một tước hiệu mới ra đời, Quan bạch.
Sau Fujiwara no Michinaga và Fujiwara no Yorimichi, hậu duệ của họ đều nắm cả hai chức vụ này. Vào thế kỷ 12 Ngũ gia trong số các hậu duệ của Yorimichi được gọi là Sekke: gia đình Konoe, gia đình Kujō, gia đình Ichijō, gia đình Takatsukasa và gia đình Nijō. Cả gia đình Konoe và gia đình Kujō đều bắt nguồn từ Fujiwara no Tadamichi, hậu duệ của Yorimichi. Những gia đình khác bắt nguồn từ hai trong số những gia đình còn lại. Cho đến thời Minh Trị Duy Tân vào năm 1868, 5 gia đình này vẫn độc chiếm hai chức vụ này, trù trường hợp của Toyotomi Hideyoshi và cháu trai của ông Toyotomi Hidetsugu.
Dưới triều Minh Trị (1867 - 1912), chức vụ và tước hiệu Quan bạch không còn được sử dụng nữa. Thiên hoàng Minh Trị bãi bỏ chức vụ này năm 1872, năm 1885 ông đặt ra chức Nội các Tổng lý Đại thần của người đứng đầu Nội các. Ngày nay, theo Luật Hoàng gia, chức vụ nhiếp chính chỉ được hạn chế trong Hoàng gia. Thái tử Hirohito, trước khi trở thành Thiên Hoàng Chiêu Hòa thì giữ chức vụ nhiếp chính từ năm 1921 đến năm 1926 cho Thiên hoàng Đại Chính.

## Danh sách
Danh sách Nhiếp chính và Quan bạch theo thú thự thời gian. Danh sách chưa này vẫn chưa đầy đủ.
| Nhiếp chính           | Quan bạch             | Thời gian tại vị                           | Thiên hoàng                                                         |
| --------------------- | --------------------- | ------------------------------------------ | ------------------------------------------------------------------- |
| Thái tử Shōtoku       |                       | 15 tháng 5 năm 593 – 8 tháng 4 năm 622     | Thiên hoàng Suiko                                                   |
| Thái tử Naka no Ōe    |                       | 14 tháng 2 năm 655 – 24 tháng 8 năm 661    | Thiên hoàng Saimei                                                  |
| Thái tử Kusakabe      |                       | 19 tháng 3 năm 681 – 1 tháng 10 năm 686    | Thiên hoàng Tenmu                                                   |
| Fujiwara no Yoshifusa |                       | 858 – 872                                  | Thiên hoàng Seiwa                                                   |
| Fujiwara no Mototsune |                       | 872 – 880                                  | Thanh Hòa, Thiên hoàng Yōzei                                        |
|                       | Fujiwara no Mototsune | 880 – 890                                  | Thiên hoàng Yōzei, Thiên hoàng Kōkō, Thiên hoàng Uda                |
| Fujiwara no Tadahira  |                       | 930 – 941                                  | Thiên hoàng Suzaku                                                  |
|                       | Fujiwara no Tadahira  | 941 – 949                                  | Thiên hoàng Suzaku, Thiên hoàng Murakami                            |
|                       | Fujiwara no Saneyori  | 967 – 969                                  | Thiên hoàng Reizei                                                  |
| Fujiwara no Saneyori  |                       | 969 – 970                                  | Thiên hoàng En'yū                                                   |
| Fujiwara no Koretada  |                       | 970 – 972                                  | Thiên hoàng En'yū                                                   |
|                       | Fujiwara no Kanemichi | 972 – 977                                  | Thiên hoàng En'yū                                                   |
|                       | Fujiwara no Yoritada  | 977 – 986                                  | Thiên hoàng En'yū, Thiên hoàng Kazan                                |
| Fujiwara no Kaneie    |                       | 986 – 990                                  | Thiên hoàng Ichijō                                                  |
|                       | Fujiwara no Kaneie    | 5 tháng 5 (lịch âm), 990 – 8 tháng 5, 990  | Thiên hoàng Ichijō                                                  |
|                       | Fujiwara no Michitaka | 8 tháng 5, 990 – 26 tháng 5, 990           | Thiên hoàng Ichijō                                                  |
| Fujiwara no Michitaka |                       | 990 – 993                                  | Thiên hoàng Ichijō                                                  |
|                       | Fujiwara no Michitaka | 993 – 995                                  | Thiên hoàng Nhất Điều                                               |
|                       | Fujiwara no Michikane | 28 tháng 4, 995 – 8 tháng 5, 995           | Thiên hoàng Ichijō                                                  |
| Fujiwara no Michinaga |                       | 1016 – 1017                                | Thiên hoàng Go-Ichijō                                               |
| Fujiwara no Yorimichi |                       | 1017 – 1019                                | Thiên hoàng Go-Ichijō                                               |
|                       | Fujiwara no Yorimichi | 1019 – 1067                                | Thiên hoàng Go-Ichijō, Thiên hoàng Go-Suzaku, Thiên hoàng Go-Reizei |
|                       | Fujiwara no Norimichi | 1068 – 1075                                | Thiên hoàng Go-Reizei,Thiên hoàng Go-Sanjō, Thiên hoàng Shirakawa   |
|                       | Fujiwara no Morozane  | 1075 – 1086                                | Thiên hoàng Shirakawa                                               |
| Fujiwara no Morozane  |                       | 1086 – 1090                                | Thiên hoàng Shirakawa, Thiên Hoàng Horikawa                         |
|                       | Fujiwara no Morozane  | 1090 – 1094                                | Thiên Hoàng Horikawa                                                |
|                       | Fujiwara no Moromichi | 1094 – 1099                                | Thiên Hoàng Horikawa                                                |
|                       | Fujiwara no Tadazane  | 1105 – 1107                                | Thiên Hoàng Horikawa                                                |
| Fujiwara no Tadazane  |                       | 1107 – 1113                                | Thiên Hoàng Toba                                                    |
|                       | Fujiwara no Tadazane  | 1113 – 1121                                | Thiên Hoàng Toba                                                    |
|                       | Fujiwara no Tadamichi | 1121 – 1123                                | Thiên Hoàng Toba                                                    |
| Fujiwara no Tadamichi |                       | 1123 – 1129                                | Thiên Hoàng Sutoku                                                  |
|                       | Fujiwara no Tadamichi | 1129 – 1141                                | Thiên Hoàng Sutoku                                                  |
| Fujiwara no Tadamichi |                       | 1141 – 1150                                | Thiên Hoàng Konoe                                                   |
|                       | Fujiwara no Tadamichi | 1150 – 1158                                | Thiên Hoàng Konoe, Thiên Hoàng Go-Shirakawa                         |
|                       | Konoe Motozane        | 1158 – 1165                                | Thiên Hoàng Nijō                                                    |
| Konoe Motozane        |                       | 1165 – 1166                                | Thiên Hoàng Rokujō                                                  |
| Fujiwara no Motofusa  |                       | 1166 – 1172                                | Thiên Hoàng Rokujō, Thiên Hoàng Takakura                            |
|                       | Fujiwara no Motofusa  | 1172 – 1179                                | Thiên Hoàng Takakura                                                |
|                       | Konoe Motomichi       | 1179 – 1180                                | Thiên Hoàng Takakura                                                |
| Konoe Motomichi       |                       | 1180 – 1183                                | Thiên Hoàng Antoku                                                  |
| Matsudono Moroie      |                       | 1183 – 1184                                | Thiên Hoàng Antoku                                                  |
| Konoe Motomichi       |                       | 1184 – 1186                                | Thiên Hoàng Antoku, Thiên Hoàng Go-Toba                             |
| Kujō Kanezane         |                       | 1186 – 1191                                | Thiên Hoàng Go-Toba                                                 |
|                       | Kujō Kanezane         | 1191 – 1196                                | Thiên Hoàng Go-Toba                                                 |
|                       | Konoe Motomichi       | 1196 – 1198                                | Thiên Hoàng Tsuchimikado                                            |
| Konoe Motomichi       |                       | 1198 – 1202                                | Thiên Hoàng Tsuchimikado                                            |
| Kujō Yoshitsune       |                       | 1202 – 1206                                | Thiên Hoàng Tsuchimikado                                            |
| Konoe Iezane          |                       | 1206                                       | Thiên Hoàng Tsuchimikado                                            |
|                       | Konoe Iezane          | 1206 – 1221                                | Thiên Hoàng Tsuchimikado, Thiên Hoàng Juntoku                       |
| Kujō Michiie          |                       | 1221                                       | Thiên Hoàng Chūkyō                                                  |
| Konoe Iezane          |                       | 1221 – 1223                                | Thiên Hoàng Go-Horikawa                                             |
|                       | Konoe Iezane          | 1223 – 1228                                | Thiên Hoàng Go-Horikawa                                             |
|                       | Kujō Michiie          | 1228 – 1231                                | Thiên Hoàng Go-Horikawa                                             |
| Kujō Norizane         |                       | 1231 – 1232                                | Thiên Hoàng Go-Horikawa                                             |
| Kujō Norizane         |                       | 1232 – 1235                                | Thiên Hoàng Shijō                                                   |
| Kujō Michiie          |                       | 1235 – 1237                                | Thiên Hoàng Shijō                                                   |
| Konoe Kanetsune       |                       | 1237 – 1242                                | Thiên Hoàng Shijō                                                   |
|                       | Konoe Kanetsune       | 1242                                       | Thiên Hoàng Go-Saga                                                 |
|                       | Nijō Yoshizane        | 1242 – 1246                                | Thiên Hoàng Go-Saga                                                 |
|                       | Ichijō Sanetsune      | 1246                                       | Thiên Hoàng Go-Saga                                                 |
| Ichijō Sanetsune      |                       | 1246 – 1247                                | Thiên Hoàng Go-Fukakusa                                             |
| Konoe Kanetsune       |                       | 1247 – 1252                                | Thiên Hoàng Go-Fukakusa                                             |
| Takatsukasa Kanehira  |                       | 1252 – 1254                                | Thiên Hoàng Go-Fukakusa                                             |
|                       | Takatsukasa Kanehira  | 1254 – 1261                                | Thiên Hoàng Go-Fukakusa, Thiên Hoàng Kameyama                       |
|                       | Nijō Yoshizane        | 1261 – 1265                                | Thiên Hoàng Kameyama                                                |
|                       | Ichijō Sanetsune      | 1265 – 1267                                | Thiên Hoàng Kameyama                                                |
|                       | Konoe Motohira        | 1267 – 1268                                | Thiên Hoàng Kameyama                                                |
|                       | Takatsukasa Mototada  | 1268 – 1273                                | Thiên Hoàng Kameyama                                                |
|                       | Kujō Tadaie           | 1273 – 1274                                | Thiên Hoàng Kameyama                                                |
| Kujō Tadaie           |                       | 1274                                       | Thiên Hoàng Go-Uda                                                  |
| Ichijō Ietsune        |                       | 1274 – 1275                                | Thiên Hoàng Go-Uda                                                  |
| Takatsukasa Kanehira  |                       | 1275 – 1278                                | Thiên Hoàng Go-Uda                                                  |
|                       | Takatsukasa Kanehira  | 1278 – 1287                                | Thiên Hoàng Go-Uda                                                  |
|                       | Nijō Morotada         | 1287 – 1289                                | Thiên Hoàng Go-Uda, Thiên Hoàng Fushimi                             |
|                       | Konoe Iemoto          | 1289 – 1291                                | Thiên Hoàng Fushimi                                                 |
|                       | Kujō Tadanori         | 1291 – 1293                                | Thiên Hoàng Fushimi                                                 |
|                       | Konoe Iemoto          | 1293 – 1296                                | Thiên Hoàng Fushimi                                                 |
|                       | Takatsukasa Kanetada  | 1296 – 1298                                | Thiên Hoàng Fushimi                                                 |
| Takatsukasa Kanetada  |                       | 1298                                       | Thiên Hoàng Go-Fushimi                                              |
| Nijō Kanemoto         |                       | 1298 – 1300                                | Thiên Hoàng Go-Fushimi                                              |
|                       | Nijō Kanemoto         | 1300 – 1305                                | Thiên Hoàng Go-Fushimi, Thiên Hoàng Go-Nijō                         |
|                       | Kujō Moronori         | 1305 – 1308                                | Thiên Hoàng Go-Nijō                                                 |
| Kujō Moronori         |                       | 1308                                       | Thiên Hoàng Hanazono                                                |
| Takatsukasa Fuyuhira  |                       | 1308 – 1311                                | Thiên Hoàng Hanazono                                                |
|                       | Takatsukasa Fuyuhira  | 1311 – 1313                                | Thiên Hoàng Hanazono                                                |
|                       | Konoe Iehira          | 1313 – 1315                                | Thiên Hoàng Hanazono                                                |
|                       | Takatsukasa Fuyuhira  | 1315 – 1316                                | Thiên Hoàng Hanazono                                                |
|                       | Nijō Michihira        | 1316 – 1318                                | Thiên Hoàng Hanazono, Thiên Hoàng Go-Daigo                          |
|                       | Ichijō Uchitsune      | 1318 – 1323                                | Thiên Hoàng Go-Daigo                                                |
|                       | Kujō Fusazane         | 1323 – 1324                                | Thiên Hoàng Go-Daigo                                                |
|                       | Takatsukasa Fuyuhira  | 1324 – 1327                                | Thiên Hoàng Go-Daigo                                                |
|                       | Nijō Michihira        | 1327 – 1330                                | Thiên Hoàng Go-Daigo                                                |
|                       | Konoe Tsunetada       | 1330                                       | Thiên Hoàng Go-Daigo                                                |
|                       | Takatsukasa Fuyunori  | 1330 – 1333                                | Thiên Hoàng Go-Daigo, Thiên Hoàng Kōgon                             |
|                       | Konoe Tsunetada       | 1336 – 1337                                | Thiên Hoàng Kōmyō                                                   |
|                       | Konoe Mototsugu       | 1337 – 1338                                | Thiên Hoàng Kōmyō                                                   |
|                       | Ichijō Tsunemichi     | 1338 – 1342                                | Thiên Hoàng Kōmyō                                                   |
|                       | Kujō Michinori        | 1342                                       | Thiên Hoàng Kōmyō                                                   |
|                       | Takatsukasa Morohira  | 1342 – 1346                                | Thiên Hoàng Kōmyō                                                   |
|                       | Nijō Yoshimoto        | 1346 – 1358                                | Thiên Hoàng Kōmyō, Thiên Hoàng Sukō, Thiên Hoàng Go-Kōgon           |
|                       | Kujō Tsunenori        | 1358 – 1361                                | Thiên Hoàng Go-Kōgon                                                |
|                       | Konoe Michitsugu      | 1361 – 1363                                | Thiên Hoàng Go-Kōgon                                                |
|                       | Nijō Yoshimoto        | 1363 – 1367                                | Thiên Hoàng Go-Kōgon                                                |
|                       | Takatsukasa Fuyumichi | 1367 – 1369                                | Thiên Hoàng Go-Kōgon                                                |
|                       | Nijō Moroyoshi        | 1369 – 1375                                | Thiên Hoàng Go-Kōgon, Thiên Hoàng Go-En'yū                          |
|                       | Kujō Tadamoto         | 1375 – 1379                                | Thiên Hoàng Go-En'yū                                                |
|                       | Nijō Morotsugu        | 1379 – 1382                                | Thiên Hoàng Go-En'yū                                                |
| Nijō Yoshimoto        |                       | 1382 – 1388                                | Thiên Hoàng Go-Komatsu                                              |
| Konoe Kanetsugu       |                       | 1388                                       | Thiên Hoàng Go-Komatsu                                              |
| Nijō Yoshimoto        |                       | 1388                                       | Thiên Hoàng Go-Komatsu                                              |
|                       | Nijō Yoshimoto        | 1388                                       | Thiên Hoàng Go-Komatsu                                              |
|                       | Nijō Morotsugu        | 1388 – 1394                                | Thiên Hoàng Go-Komatsu                                              |
|                       | Ichijō Tsunetsugu     | 1394 – 1398                                | Thiên Hoàng Go-Komatsu                                              |
|                       | Nijō Morotsugu        | 1398 – 1399                                | Thiên Hoàng Go-Komatsu                                              |
|                       | Ichijō Tsunetsugu     | 1399 – 1408                                | Thiên Hoàng Go-Komatsu                                              |
|                       | Konoe Tadatsugu       | 1408 – 1409                                | Thiên Hoàng Go-Komatsu                                              |
|                       | Nijō Mitsumoto        | 1409 – 1410                                | Thiên Hoàng Go-Komatsu                                              |
|                       | Ichijō Tsunetsugu     | 1410 – 1418                                | Thiên Hoàng Go-Komatsu, Hoàng đế Shōkō                              |
|                       | Kujō Mitsuie          | 1418 – 1424                                | Thiên Hoàng Shōkō                                                   |
|                       | Nijō Mochimoto        | 1424 – 1428                                | Thiên Hoàng Shōkō                                                   |
| Nijō Mochimoto        |                       | 1428 – 1432                                | Thiên Hoàng Go-Hanazono                                             |
| Nijō Kaneyoshi        |                       | 1432                                       | Thiên Hoàng Go-Hanazono                                             |
| Nijō Mochimoto        |                       | 1432 – 1433                                | Thiên Hoàng Go-Hanazono                                             |
|                       | Nijō Mochimoto        | 1433 – 1445                                | Thiên Hoàng Go-Hanazono                                             |
|                       | Konoe Fusatsugu       | 1435 – 1447                                | Thiên Hoàng Go-Hanazono                                             |
|                       | Ichijō Kaneyoshi      | 1447 – 1453                                | Thiên Hoàng Go-Hanazono                                             |
|                       | Takatsukasa Fusahira  | 1454 – 1455                                | Thiên Hoàng Go-Hanazono                                             |
|                       | Nijō Mochimichi       | 1455 – 1458                                | Thiên Hoàng Go-Hanazono                                             |
|                       | Ichijō Norifusa       | 1458 – 1463                                | Thiên Hoàng Go-Hanazono                                             |
|                       | Nijō Mochimichi       | 1463 – 1467                                | Thiên Hoàng Go-Hanazono, Thiên Hoàng Go-Tsuchimikado                |
|                       | Ichijō Kaneyoshi      | 1467 – 1470                                | Thiên Hoàng Go-Tsuchimikado                                         |
|                       | Nijō Masatsugu        | 1470 – 1476                                | Thiên Hoàng Go-Tsuchimikado                                         |
|                       | Kujō Masamoto         | 1476 – 1479                                | Thiên Hoàng Go-Tsuchimikado                                         |
|                       | Konoe Masaie          | 1479 – 1483                                | Thiên Hoàng Go-Tsuchimikado                                         |
|                       | Takatsukasa Masahira  | 1483 – 1487                                | Thiên Hoàng Go-Tsuchimikado                                         |
|                       | Kujō Masatada         | 1487 – 1488                                | Thiên Hoàng Go-Tsuchimikado                                         |
|                       | Ichijō Fuyuyoshi      | 1488 – 1493                                | Thiên Hoàng Go-Tsuchimikado                                         |
|                       | Konoe Hisamichi       | 1493 – 1497                                | Thiên Hoàng Go-Tsuchimikado                                         |
|                       | Nijō Hisamoto         | 1497                                       | Thiên Hoàng Go-Tsuchimikado                                         |
|                       | Ichijō Fuyuyoshi      | 1497 – 1501                                | Thiên Hoàng Go-Tsuchimikado, Thiên Hoàng Go-Kashiwabara             |
|                       | Kujō Hisatsune        | 1501 – 1513                                | Thiên Hoàng Go-Kashiwabara                                          |
|                       | Konoe Hisamichi       | 1513 – 1514                                | Thiên Hoàng Go-Kashiwabara                                          |
|                       | Takatsukasa Kanesuke  | 1514 – 1518                                | Thiên Hoàng Go-Kashiwabara                                          |
|                       | Nijō Korefusa         | 1518 – 1525                                | Thiên Hoàng Go-Kashiwabara                                          |
|                       | Konoe Taneie          | 1525 – 1533                                | Thiên Hoàng Go-Kashiwabara, Thiên Hoàng Go-Nara                     |
|                       | Kujō Tanemichi        | 1533 – 1534                                | Thiên Hoàng Go-Nara                                                 |
|                       | Nijō Korefusa         | 1534 – 1536                                | Thiên Hoàng Go-Nara                                                 |
|                       | Konoe Taneie          | 1536 – 1542                                | Thiên Hoàng Go-Nara                                                 |
|                       | Takatsukasa Tadafuyu  | 1542 – 1545                                | Thiên Hoàng Go-Nara                                                 |
|                       | Ichijō Fusamichi      | 1545 – 1548                                | Thiên Hoàng Go-Nara                                                 |
|                       | Nijō Haruyoshi        | 1548 – 1553                                | Thiên Hoàng Go-Nara                                                 |
|                       | Ichijō Kanefuyu       | 1553 – 1554                                | Thiên Hoàng Go-Nara                                                 |
|                       | Konoe Sakihisa        | 1554 – 1568                                | Thiên Hoàng Go-Nara, Thiên Hoàng Ōgimachi                           |
|                       | Nijō Haruyoshi        | 1568 – 1578                                | Thiên Hoàng Ōgimachi                                                |
|                       | Kujō Kanetaka         | 1578 – 1581                                | Thiên Hoàng Ōgimachi                                                |
|                       | Ichijō Uchimoto       | 1581 – 1585                                | Thiên Hoàng Ōgimachi                                                |
|                       | Nijō Akizane          | 1585                                       | Thiên Hoàng Ōgimachi                                                |
|                       | Toyotomi Hideyoshi    | 1581 – 1591                                | Thiên Hoàng Ōgimachi, Thiên Hoàng Go-Yōzei                          |
|                       | Toyotomi Hidetsugu    | 1591 – 1595                                | Thiên Hoàng Go-Yōzei                                                |
|                       | Kujō Kanetaka         | 1600 – 1604                                | Thiên Hoàng Go-Yōzei                                                |
|                       | Konoe Nobutada        | 1605 – 1606                                | Thiên Hoàng Go-Yōzei                                                |
|                       | Takatsukasa Nobufusa  | 1606 – 1608                                | Thiên Hoàng Go-Yōzei                                                |
|                       | Kujō Yukiie           | 1608 – 1612                                | Thiên Hoàng Go-Yōzei, Thiên Hoàng Go-Mizunoo                        |
|                       | Takatsukasa Nobuhisa  | 1612 – 1615                                | Thiên Hoàng Go-Mizunoo                                              |
|                       | Nijō Akizane          | 1615 – 1619                                | Thiên Hoàng Go-Mizunoo                                              |
|                       | Kujō Yukiie           | 1619 – 1623                                | Thiên Hoàng Go-Mizunoo                                              |
|                       | Konoe Nobuhiro        | 1623 – 1629                                | Thiên Hoàng Go-Mizunoo                                              |
|                       | Ichijō Akiyoshi       | 1629                                       | Thiên Hoàng Go-Mizunoo                                              |
| Ichijō Akiyoshi       |                       | 1629 – 1635                                | Thiên Hoàng Meishō                                                  |
| Nijō Yasumichi        |                       | 1635 – 1647                                | Thiên Hoàng Meishō, Thiên Hoàng Go-Kōmyō                            |
| Kujō Michifusa        |                       | 1647                                       | Thiên Hoàng Go-Kōmyō                                                |
| Ichijō Akiyoshi       |                       | 1647                                       | Thiên Hoàng Go-Kōmyō                                                |
|                       | Ichijō Akiyoshi       | 1647 – 1651                                | Thiên Hoàng Go-Kōmyō                                                |
|                       | Konoe Hisatsugu       | 1651 – 1653                                | Thiên Hoàng Go-Kōmyō                                                |
|                       | Nijō Mitsuhira        | 1653 – 1663                                | Thiên Hoàng Go-Kōmyō, Thiên Hoàng Go-Sai                            |
| Nijō Mitsuhira        |                       | 1663 – 1664                                | Thiên Hoàng Reigen                                                  |
| Takatsukasa Fusasuke  |                       | 1664 – 1668                                | Thiên Hoàng Reigen                                                  |
|                       | Takatsukasa Fusasuke  | 1668 – 1682                                | Thiên Hoàng Reigen                                                  |
|                       | Ichijō Kaneteru       | 1682 – 1687                                | Thiên Hoàng Reigen                                                  |
| Ichijō Kaneteru       |                       | 1687 – 1689                                | Thiên Hoàng Higashiyama                                             |
|                       | Ichijō Kaneteru       | 1689 – 1690                                | Thiên Hoàng Higashiyama                                             |
|                       | Konoe Motohiro        | 1690 – 1703                                | Thiên Hoàng Higashiyama                                             |
|                       | Takatsukasa Kanehiro  | 1703 – 1707                                | Thiên Hoàng Higashiyama                                             |
|                       | Konoe Iehiro          | 1707 – 1709                                | Thiên Hoàng Higashiyama                                             |
| Konoe Iehiro          |                       | 1709 – 1712                                | Thiên Hoàng Nakamikado                                              |
| Kujō Sukezane         |                       | 1712 – 1716                                | Thiên Hoàng Nakamikado                                              |
|                       | Kujō Sukezane         | 1716 – 1722                                | Thiên Hoàng Nakamikado                                              |
|                       | Nijō Tsunahira        | 1722 – 1726                                | Thiên Hoàng Nakamikado                                              |
|                       | Konoe Iehisa          | 1726 – 1736                                | Thiên Hoàng Nakamikado, Thiên Hoàng Sakuramachi                     |
|                       | Nijō Yoshitada        | 1736 – 1737                                | Thiên Hoàng Sakuramachi                                             |
|                       | Ichijō Kaneka         | 1737 – 1746                                | Thiên Hoàng Sakuramachi                                             |
|                       | Ichijō Michika        | 1746 – 1747                                | Thiên Hoàng Sakuramachi                                             |
| Ichijō Michika        |                       | 1747 – 1755                                | Thiên Hoàng Momozono                                                |
|                       | Ichijō Michika        | 1755 – 1757                                | Thiên Hoàng Momozono                                                |
|                       | Konoe Uchisaki        | 1757 – 1762                                | Thiên Hoàng Momozono                                                |
| Thiên Hoàng Uchisaki  |                       | 1762 – 1772                                | Thiên Hoàng Go-Sakuramachi, Thiên Hoàng Go-Momozono                 |
|                       | Konoe Uchisaki        | 1772 – 1778                                | Thiên Hoàng Go-Momozono                                             |
|                       | Kujō Naozane          | 1778 – 1779                                | Thiên Hoàng Go-Momozono                                             |
| Kujō Naozane          |                       | 1779 – 1785                                | Thiên Hoàng Kōkaku                                                  |
|                       | Kujō Naozane          | 1785 – 1787                                | Thiên Hoàng Kōkaku                                                  |
|                       | Takatsukasa Sukehira  | 1787 – 1791                                | Thiên Hoàng Kōkaku                                                  |
|                       | Ichijō Teruyoshi      | 1791 – 1795                                | Thiên Hoàng Kōkaku                                                  |
|                       | Takatsukasa Masahiro  | 1795 – 1814                                | Thiên Hoàng Kōkaku                                                  |
|                       | Ichijō Tadayoshi      | 1814 – 1823                                | Thiên Hoàng Kōkaku, Thiên hoàng Nhân Hiếu                           |
|                       | Takatsukasa Masamichi | 1823 – 1856                                | Thiên hoàng Nhân Hiếu, Thiên hoàng Hiếu Minh                        |
|                       | Kujō Hisatada         | 1856 – 1862                                | Thiên hoàng Hiếu Minh                                               |
|                       | Konoe Tadahiro        | 1862 – 1863                                | Thiên hoàng Hiếu Minh                                               |
|                       | Takatsukasa Sukehiro  | 1863                                       | Thiên hoàng Hiếu Minh                                               |
|                       | Nijō Nariyuki         | 1863 – 1866                                | Thiên hoàng Hiếu Minh                                               |
| Nijō Nariyuki         |                       | 1867                                       | Thiên hoàng Minh Trị                                                |
| Thái tử Hirohito      |                       | 21 tháng 5 năm 1921 – 21 tháng 12 năm 1926 | Thiên hoàng Đại Chính                                               |